# Формињана
Формињана је насеље у Италији у округу Ферара, региону Емилија-Ромања.
Према процени из 2011. у насељу је живело 1974 становника. Насеље се налази на надморској висини од 4 м.

## Становништво
| 1951. | 1961. | 1971. | 1981. | 1991. | 2001. | 2011. |
| ----- | ----- | ----- | ----- | ----- | ----- | ----- |
| 3.745 | 3.128 | 2.763 | 2.853 | 2.906 | 2.840 | 2.803 |